# Jayavarman VI
Jayavarman VI (nom posthume : Paramakaivalyapada) fut roi de l'Empire khmer de 1080 à 1107.
Avant même la mort de Harshavarman III, un dignitaire de la cour appartenant à la haute noblesse de Mahîdharapura, fils aîné de Hiranyavarman de Mahîdharapura et de Hiranyalaksmi, se révolte et se proclame roi sous le nom de Jayavarman VI. Il établit son autorité sur les provinces du nord pendant qu'après la mort du monarque légitime, son successeur nommé Nripatindravarman réside à Angkor jusqu'en 1113.
L'usurpateur n'appartenait pas à la dynastie royale et il doit faire consacrer son autorité par le brahmane Divâkara, l'ancien chapelain de Harshavarman III. Jayavarman VI dédia de nombreux sanctuaire tant à Shiva qu'à Bouddha.
Jusqu'à sa mort, il dut combattre Nripatindravarman, qui contrôlait la région d'Angkor et les provinces de l'ouest du royaume demeurées fidèles à la dynastie légitime.
N'ayant pas d'héritier, Jayavarman VI envisageait de laisser la couronne à son plus jeune frère. Après la disparition prématurée de ce dernier, son aîné fut proclamé roi sous le nom de Dharanindra Varman Ier.
Il reste néanmoins le premier souverain de la dynastie de Mahîdharapura, du nom d’une ville du nord-est du Cambodge qui, au début des années 2000, n’avait toujours pas pu être identifiée. Les représentants les plus notables de cette lignée seront Suryavarman II et Jayavarman VII.